# Heteroliodon
Heteroliodon – rodzaj węży z rodziny Pseudoxyrhophiidae.

## Zasięg występowania
Rodzaj obejmuje gatunki występujące endemicznie na Madagaskarze. 

## Systematyka

### Etymologia
Heteroliodon: gr. ἑτερος heteros „inny”; λειος leios „gładki”; οδους odous, οδοντος odontos „ząb”.

### Podział systematyczny
Do rodzaju należą następujące gatunki:
- Heteroliodon fohy Glaw, Vences & Nussbaum, 2005
- Heteroliodon lava Nussbaum & Raxworthy, 2000
- Heteroliodon occipitalis (Boulenger, 1896)